# Vox TV
VOX TV est une chaîne de télévision d’information généraliste nationale qui émet en continu en français 24 heures sur 24 et 7 jours sur 7. Elle émet depuis Brazzaville, en république du Congo,  sur le canal 333 du bouquet Canal +.

## Historique
La chaîne Vox TV est la concrétisation d’un projet porté par le groupe Vox Congo (ex Vox Médias). Cette entreprise avait commencé par produire le magazine « Vox ECO » lancé en 2015, puis le site web d’information Vox Congo, en ligne depuis 2016.
Elle se définit avant tout comme un média du Congo, destiné aux Congolais de l’intérieur ainsi que de la diaspora. La chaîne vise aussi un public mondial avec la promesse d’offrir des contenus de qualité répondant aux standards internationaux. L’offre de Vox TV est constituée de 40% d’informations, 30% de magazines et de documentaires, 15% de sports en direct et 15% de musique congolaise .

### Habillage et logo

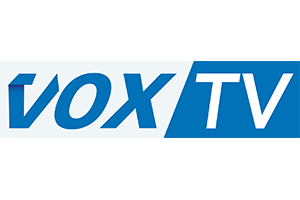

## Identité visuelle

### Slogan
- Le Congo vu de l'intérieur